# 旋毛虫
旋毛虫是线虫动物门毛形科的一种寄生虫。分布于全世界，流行于德国、意大利、奥地利、美国、中国等。见于啮齿类动物、猪、熊、人类中。旋毛虫通常也因常见于生猪肉产品中而被称为“猪肉虫”。

## 特征
虫体细小，前端较细，后端稍粗。食道由单行细胞组成，占体长的1/3～1/2，后端接肠。肛门在虫体末端。生殖器为单管型。
- 雄虫长1.4～1.6毫米，宽0.04毫米。生殖器包括睾丸、输精管、射精管。泄殖腔内有1交配管，管前连接直肠、射精管，后端形成1对交配用的锥形突起。无交合刺。
- 雌虫长3～4毫米，宽0.06毫米。生殖器包括卵巢、输卵管、受精囊、子宫、阴道，阴门开口在虫体前1/5处。

## 生活史
幼虫寄生于横纹肌，成虫寄生于十二指肠、盲肠。人、猪、鼠为正常宿主，也寄生于其它动物。当宿主吞食含有活旋毛虫囊包的肉后，数小时内，幼虫在小肠上段自囊内逸出，侵入肠粘膜，24小时内又回到肠腔，2日发育到性成熟阶段，交配后，大多雄虫由肠道排出，雌虫继续长大，头端钻入肠粘膜淋巴结。感染后第5天，雌虫开始排出幼虫，雌虫可生存1～2个月，产幼虫1500～2000条。幼虫从肛门逸出，大小约为0.1×0.006毫米。大多经淋巴管、静脉、右心、肺进入体循环，散布到全身。
幼虫也可通过母胎传到胎儿。幼虫进入横纹肌才能继续长大，大多在横膈肌、喉、舌、眼、肋间肌、胸肌、二头肌、三角肌和腓肠肌等。幼虫到达肌肉后，虫体开始卷曲，体积迅速增长，一般为1毫米。两性分化。虫体刺激引起组织反应形成囊包，有2层囊壁。囊包在1个月内形成，经7～8周才能成熟。刚形成的囊包体积小，可逐渐增大至0.25～0.5毫米。囊包、肌纤维作平行排列，囊内有1～2个幼虫，也可多至6～7个。囊包形成后6～7月开始钙化，幼虫随之死亡，但有时可存活数年。

## 感染
猪是人感染的主要媒介，多由吞食饲料中感染的肉屑。旋毛虫病是一种自然疫原性疾病，鼠类等动物常感染。人感染后，有发冷、发热、头痛等，出现四肢肌肉酸痛。